# Trio (groupe)
Pour les articles homonymes, voir Trio (homonymie).
Trio (parfois écrit TRIO) est un groupe de rock allemand. Il est formé en 1979, dissous en 1986, et associé à la mouvance Neue Deutsche Welle. 
Ses membres étaient Stephan Remmler (de), Gert 'Kralle' Krawinkel (de), Peter Behrens (de). Son plus grand succès reste Da Da Da (raccourci de Da Da Da ich lieb dich nicht du liebst mich nicht aha aha aha) en 1982, une mélodie minimaliste issue d'un synthétiseur Casio VL-1 bon marché avec quelques paroles en allemand. Le groupe s'est formé en 1979 mais les membres se sont séparés 7 ans plus tard. Le fondateur et guitariste Gert 'Kralle' Krawinkel est décédé le 16 février 2014 à 67 ans.

## Biographie

### Origines et formation
Stephan Remmler (de) (né en 1946) et Kralle Krawinkel (de) (1947-2014) jouaient à la fin des années 1960 dans un groupe de beat et rock appelé Just Us. Ils reprennent principalement des morceaux des Rolling Stones et sont surnommés par les médias « Les Stones de Wesermarsch ». Le succès du groupe se limite d'abord au nord de l'Allemagne. Après divers remaniements, Just Us se dissous en 1969 ; Remmler et Krawinkel étaient encore actifs en solo. Krawinkel forme le groupe Cravinkel, tandis que Remmler sortira deux singles à succès sous le pseudonyme Rex Carter. Peter Behrens (de) (1947-2016) était à l'époque (début des années 1970) batteur du groupe psychédélique Silberbart. Aucun de ces départs musicaux, cependant, n'était commercialement réussi.
Remmler et Krawinkel étudiaient ensemble et étaient enseignants à plein temps dans les années 1970, tandis que Behrens fréquentait l'école de clown de Milan. Seul Krawinkel continuera à jouer dans un groupe appelé Emsland Hillbillies. À la fin de janvier 1979, un concert de Just Us avec Remmler et Krawinkel s'effectue.
Au début des années 1980, le plafond financier de leur nouveau projet, Wind, est largement dépassé ; Remmler et Krawinkel sont contraints de vendre une grande partie de leur équipement de scène. Finalement, ils décident de faire de la musique seulement avec Behrens. Le 20 décembre 1980, ils invitent leurs financiers et leurs amis à un premier concert au local Gasthaus Kemperman. Après le concert, Remmler parle du concept du groupe.
Au début de 1981, le groupe produit lui-même un mini-album trois pistes, avec lequel il sollicite de nombreux labels pour un contrat d'enregistrement et reçoit 23 refus.

## Discographie

### Albums studio
- 1982 : Trio
- 1983 : Bye Bye
- 1985 : Whats the Password

### Albums en concert
- 1982 : Trio live im Frühjahr 82

### Compilations
- 1986 : 5 Jahre zuviel
- 1997 : Da Da Da (seulement aux États-Unis)
- 2000 : Triologie
- 2003 : Trio Deluxe Edition

### Singles
- Halt mich fest ich werd verrückt (distribué seulement en Allemagne)
- Da Da Da (Da Da Da ich lieb dich nicht du liebst mich nicht aha aha aha, Da Da Da I Don't Love You You Don't Love Me Aha Aha Aha)
- Anna - lassmichrein lassmichraus
- Bum Bum
- Herz ist Trumpf
- Turaluraluralu - Ich mach BuBu was machst du
- Tutti Frutti
- Drei gegen drei (distribué seulement en Allemagne)
- Ready For You (distribué seulement en Allemagne)
- My Sweet Angel (distribué seulement en Allemagne)